# 増田宰
増田 宰（ますだ おさむ）は、日本の実業家。アストモスエネルギー代表取締役社長や、同社代表取締役会長、日本LPガス協会会長、日本LPガス団体協議会会長を務めた。

## 人物・経歴
東京都出身。1975年東京都立青山高等学校卒業。1980年一橋大学法学部卒業。大学時代は一橋大学ラグビー部に所属。大学卒業後三菱商事入社。2008年海外石油事業ユニットマネージャー。2010年環境・水事業本部副本部長。2012年理事。2013年アストモスエネルギー取締役副社長。
2014年からアストモスエネルギー代表取締役社長を務め、2016年には東京ガスリキッドホールディングスとの間で包括的な事業提携の基本合意を行った。同年エルピーガス振興センター理事長。2018年アストモスエネルギー代表取締役会長。日本LPガス協会会長や、日本LPガス団体協議会会長なども務めた。2021年中南米・カリブ海振興協会顧問。